# Isla Guemes

Localización de la isla Guemes

La isla Guemes es una isla del archipiélago de las islas San Juan, situadas en el estrecho de Georgia, y perteneciente al estado de Washington, Estados Unidos.
La isla posee un área de 21,528 km² y una población de 563 personas, según el censo de 2000.  La isla se encuentra al norte de la ciudad de Anacortes. A los isleños se les denomina guemes.
- Datos: Q3458302
- Multimedia: Guemes Island / Q3458302